# Баннер-Елк (Північна Кароліна)
Баннер-Елк (англ. Banner Elk) — місто (англ. town) в США, в окрузі Ейвері штату Північна Кароліна. Населення — 1049 осіб (2020).

## Географія
Баннер-Елк розташований за координатами 36°9′31″ пн. ш. 81°52′4″ зх. д. / 36.15861° пн. ш. 81.86778° зх. д. (36.158740, -81.867712).  За даними Бюро перепису населення США в 2010 році місто мало площу 4,89 км², уся площа — суходіл.

### Клімат
| Клімат : Баннер-Елк                         | Клімат : Баннер-Елк | Клімат : Баннер-Елк | Клімат : Баннер-Елк | Клімат : Баннер-Елк | Клімат : Баннер-Елк | Клімат : Баннер-Елк | Клімат : Баннер-Елк | Клімат : Баннер-Елк | Клімат : Баннер-Елк | Клімат : Баннер-Елк | Клімат : Баннер-Елк | Клімат : Баннер-Елк | Клімат : Баннер-Елк |
| Показник                                    | Січ.                | Лют.                | Бер.                | Квіт.               | Трав.               | Черв.               | Лип.                | Серп.               | Вер.                | Жовт.               | Лист.               | Груд.               | Рік                 |
| Абсолютний максимум, °C                     | 23,3                | 23,9                | 27,8                | 30,0                | 31,7                | 36,7                | 35,0                | 36,1                | 33,9                | 30,0                | 24,4                | 23,9                | 36,7                |
| Середній максимум, °C                       | 5,0                 | 6,7                 | 11,7                | 15,6                | 20,0                | 23,3                | 25,0                | 24,4                | 21,7                | 17,2                | 12,2                | 7,2                 | 15,9                |
| Середній мінімум, °C                        | −6,7                | −5,6                | −1,1                | 2,8                 | 7,2                 | 11,1                | 13,3                | 12,8                | 10,0                | 3,9                 | −0,6                | −4,4                | 3,6                 |
| Абсолютний мінімум, °C                      | −35                 | −25                 | −22,8               | −13,9               | −7,2                | −2,8                | 1,7                 | −3,9                | −4,4                | −13,3               | −21,7               | −29,4               | −35                 |
| Норма опадів, мм                            | 97                  | 99                  | 122                 | 107                 | 122                 | 114                 | 119                 | 119                 | 104                 | 102                 | 99                  | 81                  | 1285                |
| ------------------------------------------- | ------------------- | ------------------- | ------------------- | ------------------- | ------------------- | ------------------- | ------------------- | ------------------- | ------------------- | ------------------- | ------------------- | ------------------- | ------------------- |
| Джерело: Weather Warehouse, Weatherbase.com |                     |                     |                     |                     |                     |                     |                     |                     |                     |                     |                     |                     |                     |

## Демографія
Згідно з переписом 2010 року, у місті мешкало 1028 осіб у 291 домогосподарстві у складі 153 родин. Густота населення становила 210 осіб/км².  Було 607 помешкань (124/км²).
Расовий склад населення:
| - 89,0 % — білих - 5,4 % — чорних або афроамериканців - 1,5 % — азіатів - 0,1 % — вихідців з тихоокеанських островів - 0,1 % — корінних американців - 2,3 % — осіб інших рас |

До двох чи більше рас належало 1,6 %. Частка іспаномовних становила 5,6 % від усіх жителів.
За віковим діапазоном населення розподілялося таким чином: 11,8 % — особи молодші 18 років, 76,6 % — особи у віці 18—64 років, 11,6 % — особи у віці 65 років та старші. Медіана віку мешканця становила 22,0 року. На 100 осіб жіночої статі у місті припадало 89,7 чоловіків;  на 100 жінок у віці від 18 років та старших — 88,6 чоловіків також старших 18 років.
Середній дохід на одне домашнє господарство  становив 72 016 доларів США (медіана — 57 222), а середній дохід на одну сім'ю — 86 166 доларів (медіана — 82 500). За межею бідності перебувало 10,6 % осіб, у тому числі 4,9 % дітей у віці до 18 років та 7,9 % осіб у віці 65 років та старших.
Цивільне працевлаштоване населення становило 457 осіб. Основні галузі зайнятості: освіта, охорона здоров'я та соціальна допомога — 24,3 %, мистецтво, розваги та відпочинок — 20,1 %, будівництво — 16,8 %, роздрібна торгівля — 15,8 %.